# Shunji Yatsushiro
Shunji Yatsushiro (八代 俊二 Yatsushiro Shunji?, Kaya-Shi, 26 de agosto de 1960) es un expiloto japonés del Campeonato mundial de motociclismo.

## Biografía
Comenzó su carrera en el Grand Prix en 1986. Disfrutó de su mejor temporada en 1987, cuando terminó en el noveno lugar en el Campeonato del Mundo de 500cc. Ganó los títulos nacionales de 250cc en 1981 (principiantes) (Yamaha), fórmula 1 en 1983 (Kawasaki) y 1984 (Honda).

## Resultados de sus carreras en Grandes Premios
Sistema de puntuación de 1988 a 1992:
| Posición | 1.º | 2.º | 3.º | 4.º | 5.º | 6.º | 7.º | 8.º | 9.º | 10.º | 11.º | 12.º | 13.º | 14.º | 15.º |
| Puntos   | 20  | 17  | 15  | 13  | 11  | 10  | 9   | 8   | 7   | 6    | 5    | 4    | 3    | 2    | 1    |

| Año  | Cat.  | Equipo             | 1       | 2       | 3       | 4       | 5     | 6       | 7      | 8       | 9       | 10      | 11      | 12    | 13    | 14    | 15    | Pts. | Pos. |
| ---- | ----- | ------------------ | ------- | ------- | ------- | ------- | ----- | ------- | ------ | ------- | ------- | ------- | ------- | ----- | ----- | ----- | ----- | ---- | ---- |
| 1986 | 500cc | HRC-Moriwaki Honda | ESP -   | NAT -   | GER -   | AUT 7   | YUG 8 | NED Ret | BEL -  | FRA Ret | GBR Ret | SWE 14  | RSM 11  |       |       |       |       | 7    | 13.º |
| 1987 | 500cc | Rothmans-Honda     | JPN Ret | ESP 8   | GER Ret | NAT Ret | AUT 7 | YUG 8   | NED 14 | FRA 8   | GBR 11  | SWE Ret | CZE 6   | RSM 5 | POR 8 | BRA 6 | ARG 4 | 40   | 9.º  |
| 1988 | 500cc | Rothmans-Honda     | JPN 10  | USA Ret | ESP 9   | EXP Ret | NAT 8 | GER 10  | AUT 7  | NED 11  | BEL 9   | YUG 7   | FRA Ret | GBR - | SWE - | CZE - | BRA - | 57   | 13.º |
| 1989 | 500cc | HRC-Honda          | JPN 13  | AUS -   | USA -   | ESP -   | NAT - | GER -   | AUT -  | YUG -   | NED -   | BEL -   | FRA -   | GBR - | SWE - | CZE - | BRA - | 3    | 41.º |
| 1990 | 500cc | Honda              | JAP DNS | USA -   | ESP -   | NAC -   | ALE - | AUT -   | YUG -  | NED -   | BEL -   | FRA -   | GBR -   | SUE - | CHE - | HUN - | AUS - | 0    | -    |

| Color     | Resultado                                                               |
| --------- | ----------------------------------------------------------------------- |
| Oro       | Ganador                                                                 |
| Plata     | 2.ª plaza                                                               |
| Bronce    | 3.ª plaza                                                               |
| Verde     | Finalizó en los puntos                                                  |
| Azul      | Finalizó sin puntos                                                     |
| Azul      | NC - No clasificado                                                     |
| Violeta   | Ret - No terminó (Carrera)                                              |
| Rojo      | DNQ - No se clasificó                                                   |
| Negro     | DSQ - Descalificado                                                     |
| Blanco    | DNS - No empezó (carrera)                                               |
| Blanco    | WD - Retirado (fin de semana)                                           |
| Blanco    | C - Carrera cancelada                                                   |
| Sin color | DNP - Inscrito pero no participó                                        |
| Sin color | INJ - Lesionado                                                         |
| Sin color | EX - Excluido                                                           |
| Estado    | Resultado                                                               |
| Negrita   | Pole position                                                           |
| Cursiva   | Vuelta rápida                                                           |
| †         | Abandona, pero clasifica al completar el porcentaje requerido para ello |